# Almindelig blærebælg
Almindelig Blærebælg (Colutea arborescens) er en lille, løvfældende busk med gule ærteblomster og oppustede bælge. På grund af sin lethed i grenbygningen, blomsterne og de oppustede bælge dyrkes den ret almindeligt i haverne. Planten indeholder det giftige stof Cytisin.

## Beskrivelse
Almindelig Blærebælg er en løvfældende busk med oprette hovedgrene og vandrette til overhængende sidegrene. Barken er først lysegrøn og svagt furet. Senere bliver den grågrøn, og gamle grene får en opsprækkende bark, hvor en rødbrun modenhedsbark med lyse korkporer kommer til syne under resterne af den grågrønne ungdomsbark. 
Knopperne er små, knudeformede og helt dækket af lysegrå hår. Bladene er uligefinnede med ovale, helrandede småblade, der hver har en indskæring i spidsen. Blomstringen foregår i maj-august, hvor man finder blomsterne samlet i små, ende- og sidestillede klaser. De enkelte blomster er 5-tallige og formet som det er almindeligt hos ærteblomst-familien. Kronbladene er lysegule. Frugterne er oppustede, lysegrønne og senere orangerøde bælge med mange frø.
Rodsystemet består af en kraftig pælerod og mange, kraftige siderødder. 
Højde x bredde og årlig tilvækst: 2,50 x 2,50 m (30 x 30 cm/år). Under gunstige forhold i Sydeuropa kan busken blive op til 4 x 4 m. Målene kan anvendes ved udplantning.

## Hjemsted
Almindelig Blærebælg hører hjemme i Nordafrika samt i Syd- og Mellemeuropa. Den foretrækker et voksested i halvskygge med en jord, der er tør og kalkrig, men fattig på næringsstoffer. 
I de lyse bjergskove i Libanon vokser arten i 1.000-1.600 m højde under de dominerende libanon-cedre og forskellige arter af Eg sammen med bl.a. Agropyron panormitanum (en art af Kvik), Humlebøg, Ildtorn, Kambregne, Parykbusk, Buxus longifolius (en art af Buksbom), Cornus australis (en art af Kornel), Fontanesia, Fransk Løn, Hjortetunge, Krim-Fyr (en underart af Sort-Fyr), Manna-Ask, Middelhavs-Ene, Pteris vittata (en art af Vingebregne), Quercus chrysophylla og Quercus look (arter af Eg), Rundfinnet radeløv, Salvia grandiflora (en art af Salvie) og Stinkende Perikon.

| Portal | Portal:Botanik |

## Note
1. ↑  Peter Martin Rhind: Plant Formations in the East Mediterranean BioProvince Arkiveret 5. marts 2016 hos  Wayback Machine (engelsk) oversigt over vegetationstyperne i det østlige Middelhavsområde.